# Okay Temiz

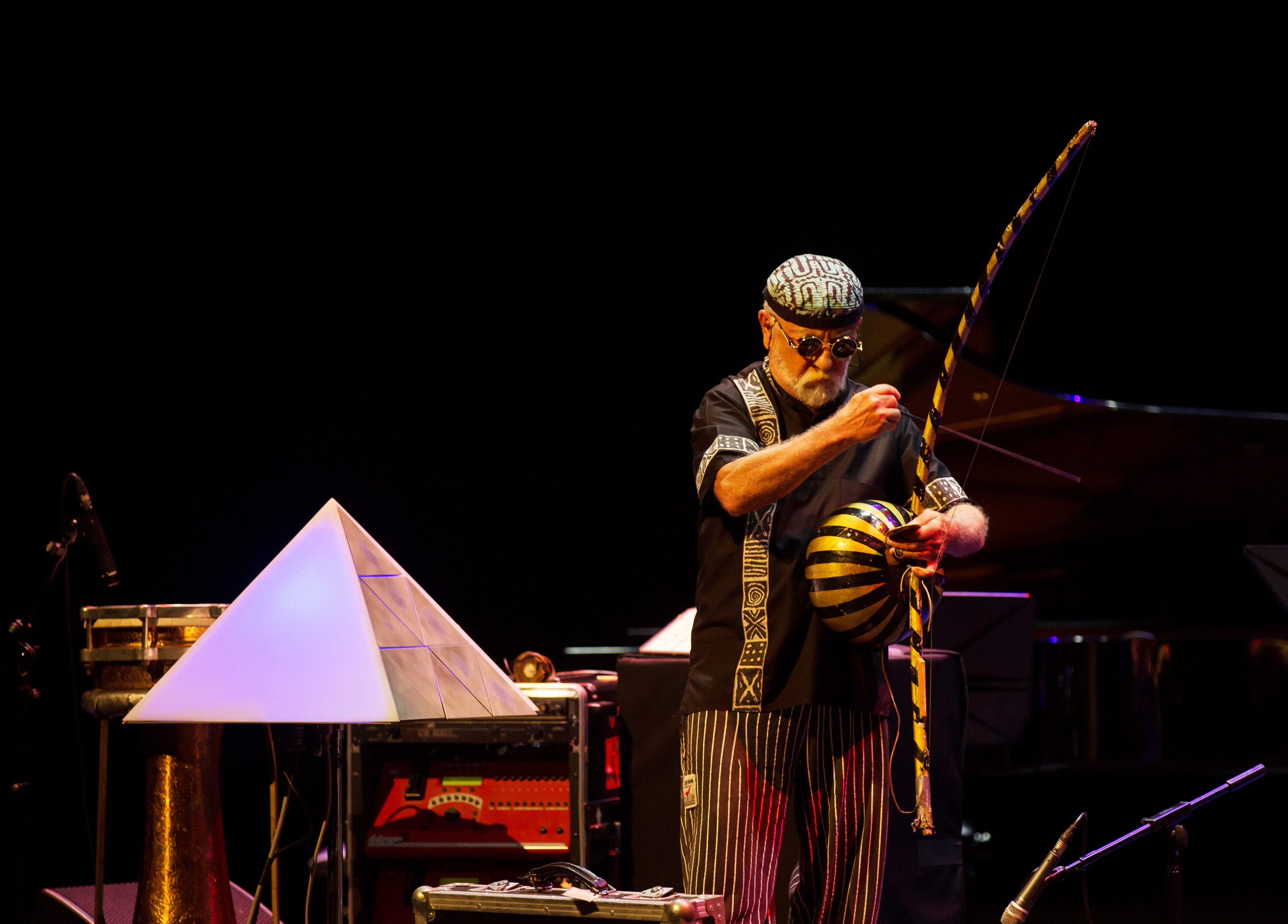
Okay Temiz spielt einen Kalebassen-Musikbogen mit Tonabnehmer, 2018

Okay Temiz (* 11. Februar 1939 in Istanbul) ist ein türkischer Ethno-Jazz-Schlagzeuger, Perkussionist, Bandleader und Komponist, der die Formationen Oriental Wind sowie die Okay Temiz Magnetic Band gründete.

## Leben und Wirken
Okay Temiz hatte als Kind Unterricht bei seiner Mutter und studierte später Perkussion in Ankara. 1955, zu Beginn seiner Profikarriere spielte er in Showgruppen; er entwickelte bereits während seiner Ausbildung am  Tophane Art Institute eigene Perkussionsinstrumente. 1967 kam er mit dem Ulvi-Temel-Orchester nach Stockholm. Dort begegnete er Don Cherry, der sich in dieser Zeit verstärkt mit globalen Musikideen beschäftigte und auf den türkischen Schlagzeuger aufmerksam wurde. Cherry arbeitete damals mit dem südafrikanischen Kontrabassisten Johnny Dyani an der Verkreuzung südafrikanischer Volksmusik und ihren Rhythmen im Jazz. 1969 verpflichtete Cherry Okay Temiz zu einem Festivalauftritt und nahm mit ihm das Album Live Ankara ebenso wie 1972 in Paris das Album Orient auf. Es entstand eine langjährige Zusammenarbeit der beiden Musiker; noch 1993 war er an dem Don-Cherry-Album Dona Nostra beteiligt.
Seitdem arbeitete Temiz parallel in der Türkei und – von seiner Wahlheimat Schweden aus – in Westeuropa und arbeitete mit Musikern wie Chris McGregor, Harry Miller, Palle Danielsson, Christian Burchard und Charlie Mariano. Anfang der 1970er Jahre spielte er in Maffy Falays türkisch-schwedischer Formation Sevda, hatte ein Trio mit Mongezi Feza und Johnny Dyani und nahm 1972 bzw. 1974 an den Sessions des New Jazz Meeting Baden-Baden (Südwestfunk) teil.
1975 bildete er mit Lennart Åberg die Formation Oriental Wind. Ausgangspunkt war zwar immer der Jazz; Temiz band aber im Jazz ungewöhnliche Metren türkischer, arabischer oder balkanischer Herkunft in seinen Ethno-Jazz ein. Seine aktuelle Formation Okay Temiz Magnetic Band (seit 1995) setzt diese Richtung fort und entwickelt sie weiter. 1984 trat er mit dem Percussion Summit auf den Donaueschinger Musiktagen auf. 1985 hat er in Indien am internationalen Percussion-Festival Tal Vadhya Utsav, das vom indischen Staat organisiert wurde, zusammen mit Atilla Engin und Burhan Öçal teilgenommen.
Temiz kehrte 1998 nach Istanbul zurück, wo er seinen Rhythm Workshop gründete, mit dem er Musik nicht nur als musikalisches Projekt, sondern auch als eine heilende Kraft für die Teilnehmenden propagiert.

## Preise und Auszeichnungen
2011 erhielt Temiz den Lifetime Achievement Award des Istanbul International Jazz Festival.

## Auswahldiskographie
- Johnny Dyani / Okay Temiz/Mongezi Feza: Rejoice. (1972) (Cadillac Records SGC 1017)
- Mongezi Feza: Free jam. (2-CD). (1972) (Ayler Records aylCD-048/049 first released in 2004)
- Okay Temiz: Turkish folk jazz (1974) (Sonet SNTF 668 – Kent STX)
- Okay Temiz: Oriental Wind. (1977) (Sonet SNTF 737 – Kent STX 87003)
- Oriental Wind: Live in der Balver Höhle. (1978) (JG Records JG 044)
- Oriental Wind: Bazaar. (1981) (Sonet SNTF 864)
- Oriental Wind: Live in Bremen. (1981) (JA&RO 007)
- Oriental Wind: Life road. (1983) (JA&RO 013, JARO 4113-2, EFA 08-4113)
- Oriental Wind / Karnataka College of Percussion: Sankirna. (1984) (Sonet SNTF 930)
- Okay Temiz / Sylvain Kassap: Istanbul' da Eylül. (1989) (Label La Lichere CD LLL 67)
- Don Cherry: Dona Nostra. (1993) (ECM 1448)
- Okay Temiz: Magnet dance. (1994) (TipToe/Enja TIP-888819-2, Almanya)
- Okay Temiz Magnetic Band: In Finland 1995. (1995) (Ano Kato Records rei 2004)
- Yunanistan – Yeni adla: "Magnetic Orient" JARO 4244-2)
- Okay Temiz: Black Sea Art Project. (2001) (Ada Müzik)
- Okay Temiz: Okay Temiz ve Ritim Atölyesi. (2002) (Ada Müzik 8 692646 502127)
- Okay Temiz & Hüseyin Ertunç, Etnik Orkestra: Live in Istanbul (Sagittarius A-Star 2013)